# Vierde dimensie

Roterende schaduw van een tesseract, die rond een enkele as en een enkel vlak roteert.

De vierde dimensie is een extra dimensie in de ruimte, die voor ons is op te vatten als een extra onafhankelijke verplaatsingsrichting. De vierde dimensie is voor driedimensionale wezens, zoals de mens, niet waarneembaar. Eventueel is de tijd te interpreteren als een vierde dimensie (zie ruimtetijd).

## Geschiedenis
In een boek uit 1969 beschrijft de Nederlandse wis- en natuurkundige Dionijs Burger (1892-1987) dat deze vierde ruimtelijke dimensie wel degelijk bestaat. Het zou een gevolg zijn van het feit dat de ruimte waarin de mensheid leeft, niet euclidisch is. De vierde dimensie is gerelateerd aan de gekromde ruimte en het uitdijend heelal. Om begrip te kweken voor deze vierde dimensie die door de mensheid niet aangetoond kan worden, maar slechts kan worden beredeneerd, haalt Burger onder meer de roman Flatland, a romance of many dimensions, by a Square aan, een boekje uit 1884 van de schrijver Edwin A. Abbott. In dit boekje wordt in verhaalvorm een wereld, Flatland, beschreven die slechts twee dimensies kent, en waarin een driedimensionale figuur uit Ruimteland op bezoek komt. De figuur uit Ruimteland kan door de Flatlanders niet in haar driedimensionele gedaante gezien worden, maar slechts worden beredeneerd.
De film Dimensions behandelt ook de vierde dimensie met onder andere het projecteren van vierdimensionale objecten naar drie dimensies evenals het bovenstaande verhaal over het ervaren van de derde dimensie door tweedimensionale wezens.
Rudolf Steiner zag de vierde dimensie als de "astrale wereld" boven een punt (nuldimensionaal), een lijn (eendimensionaal), een oppervlak (tweedimensionaal) en een vaste vorm (driedimensionaal). Steiner stelde dat tweedimensionale objecten eendimensionale objecten kunnen waarnemen, maar niet zichzelf. Op dezelfde manier zou alleen een vierdimensionaal object een driedimensionale wereld kunnen zien. Dit zou de mens (en andere dieren) "astrale wezens van de vierde dimensie" maken.

## Kristallografie
In de kristallografie wordt ook gebruikgemaakt van iets dat eventueel als een soort "vierde dimensie" beschouwd zou kunnen worden, in het geval dat kristalroosters niet meer eenvoudig berekend kunnen worden met drie kristallografische richtingen. Dit is het geval bij hexagonale kristalroosters. Omdat de ribben van het rooster geen hoeken van 90 graden met het grondvlak maken, maar hoeken van 60 graden, wordt een vierde as geïntroduceerd. Daadwerkelijk sprake van een vierde dimensie is er uiteraard niet, de 'vierde as' is immers te schrijven als een lineaire combinatie van de overige assen.